# Переписна область №2 (Манітоба)
Переписна область №2 (англ. Division No.  2) — переписна область в Канаді, у провінції Манітоба.

## Населення
За даними перепису 2016 року, переписна область нараховувала 75571 жителя, показавши зростання на 14,4%, порівняно з 2011-м роком. Середня густина населення становила 17,1 осіб/км².
З офіційних мов обидвома одночасно володіли 12 630 жителів, тільки англійською — 61 095, тільки французькою — 285, а 1 045 — жодною з них. Усього 18,135 осіб вважали рідною мовою не одну з офіційних, з них 95 — одну з корінних мов, а 440 — українську.
Працездатне населення становило 71% усього населення, рівень безробіття — 5% (5% серед чоловіків та 5,1% серед жінок). 85,1% були найманими працівниками, 13,8% — самозайнятими.
Середній дохід на особу становив $41 740 (медіана $34 293), при цьому для чоловіків — $50 929, а для жінок $32 506 (медіани — $43 500 та $26 071 відповідно).
31,3% мешканців мали закінчену шкільну освіту, не мали закінченої шкільної освіти — 27%, 41,7% мали післяшкільну освіту, з яких 28,5% мали диплом бакалавра, або вищий, 100 осіб мали вчений ступінь.
| Статево-вікова структура населення | Статево-вікова структура населення | Статево-вікова структура населення | Статево-вікова структура населення | Статево-вікова структура населення |
| ---------------------------------- | ---------------------------------- | ---------------------------------- | ---------------------------------- | ---------------------------------- |
|                                    |                                    |                                    |                                    |                                    |
| Всього                             | Всього                             | 50,1%49,9%                         |                                    |                                    |
| 0 — 14 років                       | 0 — 14 років                       |                                    | 24,9%                              | 24,9%                              |
| 15 — 64 років                      | 15 — 64 років                      |                                    | 63,9%                              | 63,9%                              |
| 65 і більше                        | 65 і більше                        |                                    | 11,2%                              | 11,2%                              |
| 85 і більше                        | 85 і більше                        |                                    | 1,4%                               | 1,4%                               |
| 100 і більше                       | 100 і більше                       |                                    | 0%                                 | 0%                                 |
| Середній вік (років)               | Середній вік (років)               | 34,635,2                           | 34,9                               | 34,9                               |
| Медіана (років)                    | Медіана (років)                    | 32,933,4                           | 33,1                               | 33,1                               |
| — чоловіки — жінки                 |                                    |                                    |                                    |                                    |

| Походження мешканців:     | Походження мешканців:     | Походження мешканців: | Походження мешканців: | Походження мешканців: |
| ------------------------- | ------------------------- | --------------------- | --------------------- | --------------------- |
| Походження                |                           |                       | осіб                  | %                     |
| Корінні американці        | Корінні американці        |                       | 10 560                | 14.22%                |
| Інше північноамериканське | Інше північноамериканське |                       | 23 520                | 31.67%                |
| Європейське               | Європейське               |                       | 58 475                | 78.74%                |
| британське                | британське                |                       | 18 380                | 24.75%                |
| французьке                | французьке                |                       | 14 030                | 18.89%                |
| українське                | українське                |                       | 8 845                 | 11.91%                |
| Карибське                 | Карибське                 |                       | 370                   | 0.5%                  |
| Латинськоамериканське     | Латинськоамериканське     |                       | 2 635                 | 3.55%                 |
| Африканське               | Африканське               |                       | 595                   | 0.8%                  |
| Азійське                  | Азійське                  |                       | 2 775                 | 3.74%                 |
| Океанійське               | Океанійське               |                       | 130                   | 0.18%                 |

| Зайнятість населення за галузями (за класифікацією NOC): | Зайнятість населення за галузями (за класифікацією NOC): | Зайнятість населення за галузями (за класифікацією NOC): | Зайнятість населення за галузями (за класифікацією NOC): | Зайнятість населення за галузями (за класифікацією NOC): |
| -------------------------------------------------------- | -------------------------------------------------------- | -------------------------------------------------------- | -------------------------------------------------------- | -------------------------------------------------------- |
|                                                          |                                                          |                                                          |                                                          |                                                          |
| Управління                                               | Управління                                               |                                                          | 12,3%                                                    | 12,3%                                                    |
| Бізнес, фінанси та адміністрування                       | Бізнес, фінанси та адміністрування                       |                                                          | 13,8%                                                    | 13,8%                                                    |
| Природничі та прикладні науки                            | Природничі та прикладні науки                            |                                                          | 3,7%                                                     | 3,7%                                                     |
| Охорона здоров'я                                         | Охорона здоров'я                                         |                                                          | 5,7%                                                     | 5,7%                                                     |
| Освіта, правозахист, муніципальні та урядові служби      | Освіта, правозахист, муніципальні та урядові служби      |                                                          | 11,1%                                                    | 11,1%                                                    |
| Мистецтво, культура, відпочинок та спорт                 | Мистецтво, культура, відпочинок та спорт                 |                                                          | 1,6%                                                     | 1,6%                                                     |
| Роздрібна торгівля та послуги                            | Роздрібна торгівля та послуги                            |                                                          | 18,4%                                                    | 18,4%                                                    |
| Гуртова торгівля, транспорт та обладнання                | Гуртова торгівля, транспорт та обладнання                |                                                          | 23,3%                                                    | 23,3%                                                    |
| Природні ресурси, сільське господарство                  | Природні ресурси, сільське господарство                  |                                                          | 5,3%                                                     | 5,3%                                                     |
| Виробництво                                              | Виробництво                                              |                                                          | 4,9%                                                     | 4,9%                                                     |

## Населені пункти
До переписної області входять місто Стайнбек, містечка Нівервілль, Сент-Анн, муніципалітети Ла-Брокері, Таше, Рітчот, Де-Салаберрі, Сент-Анн, Гановер, село Сен-П'єр-Жолі, індіанські резервації Розо-Репідс 2A, Розо-Рівер 2, а також хутори, інші малі населені пункти та розосереджені поселення.

## Клімат
Середня річна температура становить 2,7°C, середня максимальна – 23,9°C, а середня мінімальна – -24,8°C. Середня річна кількість опадів – 561 мм.
| Клімат поселення                              | Клімат поселення | Клімат поселення | Клімат поселення | Клімат поселення | Клімат поселення | Клімат поселення | Клімат поселення | Клімат поселення | Клімат поселення | Клімат поселення | Клімат поселення | Клімат поселення | Клімат поселення |
| Показник                                      | Січ.             | Лют.             | Бер.             | Квіт.            | Трав.            | Черв.            | Лип.             | Серп.            | Вер.             | Жовт.            | Лист.            | Груд.            |                  |
| Середній максимум, °C                         | −11,45           | −7,1             | 0,30             | 10,46            | 18,75            | 23,90            | 23,82            | 23,00            | 17,64            | 10,36            | −0,03            | −9,54            |                  |
| Середня температура, °C                       | −18,13           | −13,8            | −6,4             | 3,80             | 12,08            | 17,23            | 19,21            | 18,40            | 13,02            | 5,76             | −4,66            | −14,14           |                  |
| Середній мінімум, °C                          | −24,8            | −20,45           | −13,08           | −2,9             | 5,40             | 10,55            | 14,60            | 13,80            | 8,41             | 1,14             | −9,29            | −18,75           |                  |
| Норма опадів, мм                              | 20               | 14               | 22               | 29               | 68               | 99               | 89               | 75               | 51               | 44               | 27               | 23               |                  |
| Середньомісячна швидкість вітру, м/с          | 4.10             | 4.10             | 4.20             | 4.40             | 4.40             | 3.90             | 3.50             | 3.60             | 4.10             | 4.40             | 4.34             | 4.20             |                  |
| Середньомісячна сонячна радіація, кДж/м²·день | 4355             | 7708             | 12459            | 17123            | 19959            | 21062            | 21668            | 18415            | 12747            | 7571             | 4315             | 3230             |                  |
| --------------------------------------------- | ---------------- | ---------------- | ---------------- | ---------------- | ---------------- | ---------------- | ---------------- | ---------------- | ---------------- | ---------------- | ---------------- | ---------------- | ---------------- |
| Джерело:                                      |                  |                  |                  |                  |                  |                  |                  |                  |                  |                  |                  |                  |                  |